# Trošarine
Trošarine (akcize) su poseban oblik poreza na promet i jedan od najstarijih poreznih oblika. Naziv (akcize) datira iz 16. stoljeća kada su u Nizozemskoj oporezivali pivo, alkoholna pića, sol i šećer posebni porezom kojeg su zvali excijsen.
Proizvodi koji se oporezuju trošarinama možemo svrstati u tri kategorije :
- alkoholni proizvodi
- duhanski proizvodi
- energetski proizvodi

Trošarinama se oporezuju proizvodi s neelastičnom potražnjom, a porezni obveznici su proizvođači i uvoznici. Porezna osnovica je određena mjernom jedinicom (kg, litar i sl.), a iznosi su u apsolutnim vrijednostima (npr. 5 kn na 1 kg kave).
Trošarine su veoma izdašan proračunski prihod. Na cijenu proizvoda se dodaje iznos trošarine, a na taj zbrojeni iznos se onda još obračunava PDV.

## Vrste
- tradicionalne
→ nafta i naftni derivati
→ alkoholna pića
→ duhan
- suvremene
→ sol
→ šibice

## Učinci trošarina
1. regresivni
→ Trošarinama se nastoji smanjiti ekonomska snaga potrošača, a samim time i potrošnju dobara s trošarinom.
2. ekonomski
→ Nastoji se smanjenjem potrošnje dobara koje sadrže trošarinu otvoriti prostor za izvoz tih proizvoda.

## Razlozi uvođenja
- fiskalni
→ izdašnost (veliki prihod državnog proračuna).
- nefiskalni
→ pregresivnost u poreznom sustavu → veće oporezivanje luksuznih dobara.
→ smanjenje ovisnosti kroz manju potrošnju nekih dobara.
→ ekološki

## Obilježja trošarina
1. prevaljivost
2. fiskalna izdašnost
3. ugodnost plaćanja → nevidljivi porez jer su mali iznosi
4. jeftinoća ubiranja
5. stabilni prihod
6. obveza plaćanja → točno određen krug proizvoda na koje se obračunava trošarina
7. istodobna primjena trošarine i PDV-a

## Vanjske poveznice
- Priručnik o trošarinama